# باشگاه فوتبال سپاهان در فصل ۱۴۰۰–۱۳۹۹

## بازیکنان
فهرست بازیکنان باشگاه فوتبال سپاهان اصفهان در فصل ۱۴۰۰–۱۳۹۹ به شرح زیر است:

### بازیکنان
| شماره |         | نقش       | بازیکن                 |
| ----- | ------- | --------- | ---------------------- |
| ۱     | ایران   | دروازه‌بان | پیام نیازمند           |
| ۲     | ایران   | مدافع     | محمد نژادمهدی          |
| ۵     | ایران   | مدافع     | عزت‌الله پورقاز         |
| ۷     | ایران   | هافبک     | محمدرضا حسینی          |
| ۸     | ایران   | هافبک     | رسول نویدکیا           |
| ۹     | ایران   | مهاجم     | سجاد شهباززاده         |
| ۱۰    | ایران   | هافبک     | محمد محبی زیر۲۳        |
| ۱۱    | ایران   | مدافع     | دانیال اسماعیلی‌فر      |
| ۱۷    | ایران   | هافبک     | جلال‌الدین علی‌محمدی     |
| ۱۸    | ایران   | مهاجم     | علیرضا صادقی زیر۲۳     |
| ۱۹    | ایران   | هافبک     | امید نورافکن زیر۲۵     |
| ۲۱    | ایران   | هافبک     | محمد کریمی زیر۲۵       |
| ۲۷    | ایران   | مهاجم     | روح‌الله باقری          |
| ۲۸    | ایران   | هافبک     | احسان حاج‌صفی (کاپیتان) |
| ۳۰    | گرجستان | مدافع     | گیورگی گولسیانی        |

| شماره |       | نقش       | بازیکن              |
| ----- | ----- | --------- | ------------------- |
| ۳۶    | ایران | دروازه‌بان | علی کیخسروی زیر۲۳   |
| ۳۷    | ایران | مدافع     | مرتضی منصوری        |
| ۴۴    | ایران | دروازه‌بان | حجت صدقی            |
| ۵۲    | ایران | مدافع     | محمدرضا عسگری زیر۲۱ |
| ۵۵    | ایران | دروازه‌بان | آرین جانقربان زیر۲۱ |
| ۶۶    | ایران | مدافع     | محمدرضا مهدی‌زاده    |
| ۶۷    | ایران | مدافع     | مهدی ترکمان         |
| ۶۹    | ایران | مدافع     | شایان مصلح          |
| ۷۰    | ایران | هافبک     | حامد بحیرایی        |
| ۷۳    | ایران | هافبک     | سروش رفیعی          |
| ۷۷    | ایران | هافبک     | رضا میرزایی زیر۲۵   |
| ۸۰    | ایران | هافبک     | یاسین سلمانی زیر۲۱  |
| ۸۸    | برزیل | مهاجم     | کیروس استنلی        |
| ۹۹    | ایران | هافبک     | محمدرضا خلعتبری     |

### بازیکنان قرضی
| شماره |       | نقش       | بازیکن                                       |
| ----- | ----- | --------- | -------------------------------------------- |
| ۱۲    | ایران | هافبک     | رضا دهقانی زیر۲۳ (در نساجی تا مرداد ۱۴۰۰)    |
| ۱۵    | ایران | هافبک     | محمد پاپی زیر۲۳ (در پیکان تا مرداد ۱۴۰۰)     |
| ۲۳    | ایران | مدافع     | سبحان پسندیده زیر۲۳ (در ملوان تا مرداد ۱۴۰۱) |
| ۵۰    | ایران | دروازه‌بان | شهاب عادلی زیر ۲۵ (در بادران تا مرداد ۱۴۰۰)  |

### خروجی
| تاریخ خروج | پست | ش. | بازیکن | انتقال به | م. |
| ---------- | --- | -- | ------ | --------- | -- |

## کادر فنی
| سمت              | نام             |
| سرمربی           | محرم نویدکیا    |
| کمک‌مربی‌ها        | علیرضا مرزبان   |
| کمک‌مربی‌ها        | مجتبی توتونی    |
| کمک‌مربی‌ها        | محمود کریمی     |
| کمک‌مربی‌ها        | میگوئل تکسیرا   |
| کمک‌مربی‌ها        | فرهاد بهادرانی  |
| مربی دروازه‌بان‌ها | رحمان احمدی     |
| مربی بدنسازی     | علیرضا ربانی    |
| آنالیزور         | منوچهر رضایی    |
| مترجم            | فردین فقیهی     |
| پزشک             | عباسعلی ربیعی   |
| فیزیوتراپیست     | مهدی صدیقی      |
| ماساژور          | حمیدرضا کلانتری |
| ماساژور          | محمد سروری      |
| تدارکات          | ناصر ملارضایی   |
| تدارکات          | سعید شبیه‌خانی   |
| مدیر رسانه‌ای     | —               |
| سرپرست           | رضا فتاحی       |
| مدیر روابط عمومی | حمید باقری      |

## مسابقات

### بررسی مسابقات
| رقابت    | اولین بازی    | آخرین بازی   | شروع دور | جایگاه نهایی | آمار | آمار | آمار | آمار | آمار | آمار | آمار | آمار  |
| رقابت    | اولین بازی    | آخرین بازی   | شروع دور | جایگاه نهایی | بازی | ب    | ت    | ش    | گ‌ز   | گ‌خ   | ت‌گ   | % برد |
| -------- | ------------- | ------------ | -------- | ------------ | ---- | ---- | ---- | ---- | ---- | ---- | ---- | ----- |
| لیگ برتر | ۱۷ آبان ۱۳۹۹  | ۸ مرداد ۱۴۰۰ | هفته اول | نایب قهرمان  | ۳۰   | ۱۹   | ۸    | ۳    | ۵۳   | ۲۴   | ۲۹+  | ۰۶۳   |
| جام حذفی | ۲۲ اسفند ۱۳۹۹ | ۲۴ تیر ۱۴۰۰  | ۱/۱۶     | ۱/۴          | ۳    | ۲    | ۰    | ۱    | ۵    | ۲    | ۳+   | ۰۶۷   |
| مجموع    | مجموع         | مجموع        | مجموع    | مجموع        | ۳۳   | ۲۱   | ۸    | ۴    | ۵۸   | ۲۶   | ۳۲+  | ۰۶۴   |

آخرین به‌روزرسانی در: ۲۰ مه ۲۰۲۱.

منبع: رقابت‌ها

### لیگ برتر خلیج فارس

#### جدول عملکرد
| مجموع | مجموع  | مجموع | مجموع | مجموع | مجموع | مجموع | مجموع | خانه | خانه | خانه | خانه | خانه | خانه | مهمان | مهمان | مهمان | مهمان | مهمان | مهمان |
| بازی  | امتیاز | پ     | ت     | ش     | گ‌ز    | گ‌خ    | ت‌گ    | پ    | ت    | ش    | گ‌ز   | گ‌خ   | ت‌گ   | پ     | ت     | ش     | گ‌ز    | گ‌خ    | ت‌گ    |
| ----- | ------ | ----- | ----- | ----- | ----- | ----- | ----- | ---- | ---- | ---- | ---- | ---- | ---- | ----- | ----- | ----- | ----- | ----- | ----- |
| ۲۳    | ۴۸     | ۱۴    | ۶     | ۳     | ۴۱    | ۲۱    | ۲۰+   | ۷    | ۴    | ۱    | ۲۱   | ۸    | ۱۳+  | ۷     | ۲     | ۲     | ۲۰    | ۱۳    | ۷+    |

|}

آخرین به روز رسانی جدول ۲۰ مه ۲۰۲۱
منبع: آمار و اطلاعات لیگ برتر
نحوه قرار گرفتن در جدول:1st امتیاز؛ 2nd تفاضل گل؛ 3rd گل زده.
# = رتبه در جدول؛ بازی = تعداد بازی؛ برد = بازیهای برده؛ مساوی = بازیهای مساوی؛ باخت = بازیهای باخته؛ زده = گل زده؛ خورده = گل خورده؛ تفاضل = تفاضل گل؛ امتیاز = امتیاز گرفته؛
(ق) = قهرمان؛ (س) = سقوط کرده؛ (ص) = صعود به رده بالاتر؛ (پ) = رفتن به پلی آف؛ (۱/۴) = رفتن به ۱/۴

#### جدول لیگ
| رتبه | تیم          | بازی | برد | مساوی | باخت | گل زده | گل خورده | گل تفاضل | امتیاز | صعود یا سقوط                               |
| ---- | ------------ | ---- | --- | ----- | ---- | ------ | -------- | -------- | ------ | ------------------------------------------ |
| ۱    | پرسپولیس (ق) | ۳۰   | ۱۹  | ۱۰    | ۱    | ۴۷     | ۱۴       | ۳۳+      | ۶۷     | صعود به مرحله گروهی لیگ قهرمانان آسیا ۲۰۲۲ |
| ۲    | سپاهان       | ۳۰   | ۱۹  | ۸     | ۳    | ۵۳     | ۲۴       | ۲۹+      | ۶۵     | صعود به مرحله پلی‌آف لیگ قهرمانان آسیا ۲۰۲۲ |
| ۳    | استقلال      | ۳۰   | ۱۶  | ۸     | ۶    | ۳۶     | ۱۹       | ۱۷+      | ۵۶     | صعود به مرحله پلی‌آف لیگ قهرمانان آسیا ۲۰۲۲ |
| ۴    | تراکتور      | ۳۰   | ۱۲  | ۹     | ۹    | ۳۵     | ۲۹       | ۶+       | ۴۵     |                                            |
| ۵    | گل‌گهر        | ۳۰   | ۱۳  | ۶     | ۱۱   | ۳۳     | ۳۲       | ۱+       | ۴۵     |                                            |

#### خلاصه نتایج و وضعیت
| هفته  | ۱  | ۲ | ۳ | ۴ | ۵  | ۶ | ۷ | ۸ | ۹ | ۱۰ | ۱۱ | ۱۲ | ۱۳ | ۱۴ | ۱۵ | ۱۶ | ۱۷ | ۱۸ | ۱۹ | ۲۰ | ۲۱ | ۲۲ | ۲۳ | ۲۴ | ۲۵ | ۲۶ | ۲۷ | ۲۸ | ۲۹ | ۳۰ |
| ----- | -- | - | - | - | -- | - | - | - | - | -- | -- | -- | -- | -- | -- | -- | -- | -- | -- | -- | -- | -- | -- | -- | -- | -- | -- | -- | -- | -- |
| زمین  | م  | خ | م | خ | م  | خ | م | م | خ | م  | خ  | م  | خ  | م  | خ  | خ  | م  | خ  | م  | خ  | م  | خ  | خ  | م  | خ  | م  | خ  | م  | خ  | خ  |
| نتیجه | ش  | پ | پ | ت | ش  | پ | ت | پ | ت | ت  | پ  | پ  | ش  | پ  | پ  | پ  | پ  | پ  | پ  | ت  | پ  | ت  | پ  | ت  | پ  | ت  | پ  | پ  | پ  | پ  |
| وضعیت | ۱۳ | ۸ | ۳ | ۶ | ۱۰ | ۵ | ۶ | ۲ | ۴ | ۵  | ۳  | ۲  | ۲  | ۲  | ۲  | ۱  | ۱  | ۲  | ۱  | ۱  | ۱  | ۲  | ۱  | ۲  | ۲  | ۲  | ۲  | ۲  | ۲  | ۲  |

آخرین بروزرسانی: ٫ ۲۰ مه ۲۰۲۱.
منبع: "Ipl", سازمان لیگ (به انگلیسی)

زمین: م = مهمان، خ = خانه. نتیجه: ت = تساوی، ش = شکست، پ = پیروزی.

#### جزییات بازی‌ها
برد
      مساوی
      باخت
      انجام نشده
| تاریخ هفته | میزبان | نتیجه | مهمان | محل برگزاری |

| ۱۷ آبان ۱۳۹۹ ۱ | گل گهر                                                       | ۱-۳ | سپاهان                      | سیرجان                                                          |
| ۱۷:۲۰          | صادقی ۲۹' · منشا ۵۴' · شاکری ۵۸' · علیزاده '۶۰ · برزای '۸۴ · |     | حسینی ۱۲' '۴۵ · رفیعی '۲۹ · | ورزشگاه: امام علی داور: موعود بنیادی فر مرد مسابقه: گادوین منشا |

| ۲۹ آبان ۱۳۹۹ ۲ | سپاهان                       | ۰-۱ | آلومینیوم                                | اصفهان                                                           |
| ۱۶:۲۰          | شهباز زاده ۵۶' · رفیعی '۶۲ · |     | حسینی '۲۶ · حسن پور '۳۷ · علی نژاد '۷۰ · | ورزشگاه: نقش جهان داور: عبدالنبی پورخلف مرد مسابقه: مرتضی منصوری |

| ۷ آذر ۱۳۹۹ ۳ | تراکتور    | ۱-۰ | سپاهان                                 | تبریز                                                           |
| ۱۵:۱۵        | ایمانی '۵۷ |     | نژادمهدی ۲۸' · کریمی '۳۱ · رفیعی '۳۸ · | ورزشگاه: یادگار امام داور: بیژن حیدری مرد مسابقه: محمد نژادمهدی |

| ۱۱ آذر ۱۳۹۹ ۴ | سپاهان                                    | ۱-۱ | سایپا                    | اصفهان                                                        |
| ۱۷:۲۰         | شهباز زاده ۶' · کریمی '۴۳ · رفیعی '۵+۹۰ · |     | مالکی '۲۷ · علیاری ۸۴' · | ورزشگاه: نقش جهان داور: حسین زیاری مرد مسابقه: سجاد شهباززاده |

| ۱۶ آذر ۱۳۹۹ ۵ | نفت م س                                             | ۱-۳ | سپاهان                                                  | مسجد سلیمان                                                      |
| ۱۶:۰۰         | گوهری '۳۴ · حسینی ۳۴' · جعفری ۶۴' · نائیج پور ۸۰' · |     | گولسیانی '۴۰ · شهباز زاده ۲+۴۵' · محبی '۵۴ · مصلح '۸۷ · | ورزشگاه: بهنام محمدی داور: حسین زاهدی فر مرد مسابقه: ساسان حسینی |

| ۲۱ آذر ۱۳۹۹ ۶ | سپاهان                                                         | ۰-۴ | نساجی    | اصفهان                                                            |
| ۱۵:۰۰         | کیروش ۲۱' · شهباز زاده ۴۴'، ۸۳' · حسینی ۴۰' · گولسیانی '۳+۹۰ · |     | بیژن '۸۱ | ورزشگاه: نقش جهان داور: امیر عرب براقی مرد مسابقه: سجاد شهباززاده |

| ۱۶ دی ۱۳۹۹ ۷   | پرسپولیس | ۰-۰ | سپاهان              | تهران                                                  |
| ۱۶:۳۰          |          |     | کیروش '۱۴ رفیعی '۵۹ | ورزشگاه: آزادی داور: اشکان خورشیدی مرد مسابقه: حامد لک |
| یادداشت: معوقه |          |     |                     |                                                        |

| ۲ دی ۱۳۹۹ ۸ | مس           | ۲-۱ | سپاهان                                                | رفسنجان                                                                |
| ۱۵:۰۰       | قاضی ۷' '۸ · |     | مصلح '۱۰ · شهباز زاده ۲+۴۵' · حسینی ۷۶' · رفیعی '۷۸ · | ورزشگاه: شهدای صنعت مس داور: مهدی مرجان زاده مرد مسابقه: محمدرضا حسینی |

| ۲۱ دی ۱۳۹۹ ۹   | سپاهان          | ۱-۱ | فولاد                                              | اصفهان                                                     |
| ۱۶:۰۰          | حسینی ۳۴'‌ '۸۷ · |     | پاتوسی ۸' · قاسمی نژاد '۲۵ · آبشک '۷۵ · میری '۷۶ · | ورزشگاه: نقش جهان داور: پیام حیدری مرد مسابقه: محسن فروزان |
| یادداشت: معوقه |                 |     |                                                    |                                                            |

| ۹ دی ۱۳۹۹ ۱۰ | ماشین سازی                                                       | ۳-۳ | سپاهان                                                            | تبریز                                                             |
| ۱۵:۰۰ | بابایی ۳۸' (پنالتی) '۵۴ · بابایی '۵۸ ۵۸' · بابایی ۷۶' (پنالتی) · |     | شهباز زاده ۲۳' (پنالتی)، ۴۴' (پنالتی) · ولسیانی ۳۵' · حسینی '۵۴ · | ورزشگاه: بنیان دیزل داور: سعاد وفاپیشه مرد مسابقه: سجاد شهباززاده |
| یادداشت: در این مسابقه سه ضربه پنالتی برای ماشین سازی اعلام شد. در دقیقه ۵۸ ضربه پنالتی دوم پیمان بابایی را پیام نیازمند مهار کرد و در ریباند خود پیمان بابایی آن را تبدیل به گل کرد. |                                                                  |     |                                                                   |                                                                   |

| ۲۶ دی ۱۳۹۹ ۱۱ | سپاهان                                               | ۱-۲ | پیکان                            | اصفهان                                                            |
| ۱۶:۰۰         | رفیعی ۱۹' · کریمی '۳۸ · کیروش '۳۸ · شهباز زاده ۷۴' · |     | ستاری '۴۰ · قادری ۶۶' (پنالتی) · | ورزشگاه: نقش جهان داور: روح الله شریفی مرد مسابقه: سجاد شهباززاده |

| ۶ بهمن ۱۳۹۹ ۱۲ | صنعت نفت         | ۲-۱ | سپاهان                                                      | آبادان                                                          |
| ۱۶:۰۰          | شریعت زاده ۷۰' · |     | شهباز زاده ۶' · ولسیانی '۲۲ · خلعتبری '۲۷ · مهدی زاده ۸۸' · | ورزشگاه: تختی داور: سید رضا مهدوی مرد مسابقه: محمدرضا مهدی زاده |

| ۱۱ بهمن ۱۳۹۹ ۱۳ | سپاهان                                                  | ۳-۱ | شهرخودرو                                                                                 | اصفهان                                                           |
| ۱۸:۰۰           | شهباز زاده ۲۰' (پنالتی) · ولسیانی '۸۷ · خلعتبری '۲+۹۰ · |     | قاسمی نژاد ۳۱' (پنالتی) '۸۴ · فراهانی '۴۴ · جعفری '۴۵ · صادقی '۸۲ · الجبوری ۷۴'، ۴+۹۰' · | ورزشگاه: نقش جهان داور: موعود بنیادی فر مرد مسابقه: احمد الجبوری |

| ۱۷ بهمن ۱۳۹۹ ۱۴ | ذوب آهن                                | ۳-۱ | سپاهان                                                   | اصفهان                                                               |
| ۱۵:۰۰           | جهانی '۱۳ · شنانی ۸۰' · حدادی فر '۹۰ · |     | محبی ۲' · نورافکن '۷۲ · اسماعیلی فر ۷۸' · سلمانی ۴+۹۰' · | ورزشگاه: فولادشهر داور: رضا کرمانشاهی مرد مسابقه: دانیال اسماعیلی فر |

| ۲۵ بهمن ۱۳۹۹ ۱۵ | سپاهان                                               | ۰-۲ | استقلال               | اصفهان                                                    |
| ۱۷:۲۰           | شهباز زاده ۱۴' · کریمی '۳۲ · رفیعی ۳۵' · نورافکن '۴۳ |     | رضاوند '۳۴ یزدانی '۵۳ | ورزشگاه: نقش جهان داور: وحید کاظمی مرد مسابقه: سروش رفیعی |

| ۱۱ اسفند ۱۳۹۹ ۱۶ | سپاهان                                   | ۰-۱ | گل گهر | اصفهان                                                             |
| ۱۶:۴۵            | رفیعی '۶۲ · شهباز زاده ۶۷' · کیروش '۷۴ · |     |        | ورزشگاه: نقش جهان داور: محمدرضا اکبریان مرد مسابقه: عزت‌الله پورقاز |

| ۱۶ اسفند ۱۳۹۹ ۱۷ | آلومینیوم                                | ۶-۱ | سپاهان | اراک                                                                |
| ۱۵:۳۰            | ایران پوریان '۲۵ '۴۸ · حسینی ۲+۴۵' '۶۷ · |     | محبی ۱۵' · شهباز زاده ۲۷'، ۶۰' · پورقاز '۳۳ · خلعتبری ۴۹' · حسینی '۶۵ · نژادمهدی '۸۰ · علی محمدی '۸۷ · اسماعیلی فر ۸۸'، ۳+۹۰' · | ورزشگاه: امام خمینی داور: حسین زیاری مرد مسابقه: دانیال اسماعیلی فر |

| ۲۸ اسفند ۱۳۹۹ ۱۸                                            | سپاهان                                               | ۰-۲ | تراکتور                                       | اصفهان                                                    |
| ۱۶:۳۰                                                       | شهباز زاده ۱۹' · محبی '۵۵ · سلمانی ۸۱' · رفیعی '۸۸ · |     | ایمانی '۵۸ '۶۰ · بابایی '۶۱ · فخرالدینی '۸۴ · | ورزشگاه: نقش جهان داور: پیام حیدری مرد مسابقه: سروش رفیعی |
| یادداشت: ضربه پنالتی پیمان بابایی را پیام نیازمند مهار کرد. |                                                      |     |                                               |                                                           |

| ۱۶ فروردین ۱۴۰۰ ۱۹ | سایپا | ۱-۰ | سپاهان                                            | تهران                                                        |
| ۱۶:۳۰              |       |     | پورقاز ۳' · نژادمهدی '۲۳ · حسینی '۳۷ · محبی '۵۹ · | ورزشگاه: دستگردی داور: کمیل غلامی مرد مسابقه: عزت‌الله پورقاز |

| ۲۳ فروردین ۱۴۰۰ ۲۰ | سپاهان | ۰-۰ | نفت مسجد سلیمان | اصفهان                                                          |
| ۱۷:۳۰              |        |     |                 | ورزشگاه: نقش جهان داور: کوپال ناظمی مرد مسابقه: فرهاد کرمانشاهی |

| ۲ اردیبهشت ۱۴۰۰ ۲۱                                                            | نساجی                           | ۱-۰ | سپاهان                                                      | قائم شهر                                                    |
| ۲۱:۰۰                                                                         | شیری '۵۵ آل کثیر '۷۶ نجفی '۱+۹۰ |     | حاج صفی ۲۵' '۷۰ · نژادمهدی '۳+۴۵ · محبی '۶۵ · نیازمند '۶۹ · | ورزشگاه: وطنی داور: سید رضا مهدوی مرد مسابقه: احسان حاج صفی |
| یادداشت: محمد نژادمهدی با دریافت کارت قرمز بازی مقابل پرسپولیس را از دست داد. |                                 |     |                                                             |                                                             |

| ۱۹ اردیبهشت ۱۴۰۰ ۲۲ | سپاهان                                    | ۱-۱ | پرسپولیس                  | اصفهان                                                          |
| ۲۰:۲۵               | پورقاز '۱۴ رفیعی '۴۴ نعمتی '۸۷ (گل‌به‌خودی) |     | ترابی '۳۵ · آل کثیر ۵۵' · | ورزشگاه: نقش جهان داور: بیژن حیدری مرد مسابقه: کمال کامیابی نیا |

| ۲۶ اردیبهشت ۱۴۰۰ ۲۳ | سپاهان                                                                    | ۱-۵ | مس رفسنجان                          | اصفهان                                                          |
| ۱۸:۱۵               | ولسیانی ۲۵' · حسینی ۲۸' '۱۷ · نورافکن ۳۳' · شهباز زاده ۳۹' · سلمانی ۸۳' · |     | سلیمانی ۹' · رضایی '۴۵ · کعبی '۶۵ · | ورزشگاه: نقش جهان داور: رضا کرمانشاهی مرد مسابقه: محمدرضا حسینی |

| ۶ تیر ۱۴۰۰ ۲۴ | فولاد | ۰-۰ | سپاهان             | اهواز                                                              |
| ۲۰:۴۵         |       |     | محبی '۸۱ کریمی '۹۶ | ورزشگاه: فولاد آرنا داور: مرتضی منصوریان مرد مسابقه: احسان مرادیان |

| ۱۰ تیر ۱۴۰۰ ۲۵ | سپاهان                                     | ۰-۱ | ماشین سازی             | اصفهان                                                           |
| ۲۱:۱۵          | محبی '۴۸ · اسماعیلی فر ۶۷' · خلعتبری '۸۷ · |     | رستمی '۷۰ · نجفی '۸۸ · | ورزشگاه: نقش جهان داور: علی ابراهیمی مرد مسابقه: محمدرضا خلعتبری |

| ۱۵ تیر ۱۴۰۰ ۲۶ | پیکان       | ۱-۱ | سپاهان        | تهران                                                     |
| ۱۹:۵۰          | کوشکی ۲۶' · |     | حاج صفی ۳۷' · | ورزشگاه: شهرقدس داور: میثم حیدری مرد مسابقه: علیرضا کوشکی |

| ۱۹ تیر ۱۴۰۰ ۲۷ | سپاهان                                                                                  | ۱-۴ | صنعت نفت                  | اصفهان                                                           |
| ۲۰:۴۵          | شهباز زاده ۴'، ۸۳' · رفیعی '۳۰ · حسینی ۳۵' · خلعتبری '۶۰ · نورافکن '۶۷ · پورقاز ۴+۹۰' · |     | خالقی فر ۷۱' · طیبی '۸۴ · | ورزشگاه: نقش جهان داور: سید رضا مهدوی مرد مسابقه: سجاد شهباززاده |

| ۲۹ تیر ۱۴۰۰ ۲۸ | پدیده | ۱-۰ | سپاهان           | مشهد                                                      |
| ۲۱:۱۵          |       |     | سلمانی '۳۰ ۴۱' · | ورزشگاه: امام رضا داور: رضا عادل مرد مسابقه: یاسین سلمانی |

| ۳ مرداد ۱۴۰۰ ۲۹ | سپاهان                                                | ۰-۲ | ذوب آهن                     | اصفهان                                                           |
| ۲۱:۱۵           | نورافکن ۴۵' · حسینی '۵۲ · کریمی '۵۹ · میرزایی ۶+۹۰' · |     | محمد زاده '۶۹ · جهانی '۷۰ · | ورزشگاه: نقش جهان داور: موعود بنیادی فر مرد مسابقه: امید نورافکن |

| ۸ مرداد ۱۴۰۰ ۳۰ | استقلال                                                 | ۲-۱ | سپاهان                                                                                      | تهران                                                   |
| ۲۱:۱۵           | یزدانی '۴۵ · غفوری '۶۹ · مرادمند '۷۲ · مهدی پور ۲+۹۰' · |     | محبی '۴۴ · ولسیانی '۴۵ · میرزایی ۵۴' · اسماعیلی فر '۶۵ · شهباز زاده ۸۵' · کریمی '۸۱ '۱+۹۰ · | ورزشگاه: آزادی داور: پیام حیدری مرد مسابقه: رضا میرزایی |

### جام حذفی

#### جزییات بازی‌ها
برد
      مساوی
      باخت
      انجام نشده
| تاریخ هفته | میزبان | نتیجه | مهمان | محل برگزاری |

| ۲۲ اسفند ۱۳۹۹ ۱/۱۶ | سپاهان                                                  | ۱-۲ | مس                                             | اصفهان                             |
| ۱۷:۳۰              | حسینی ۶۸' · خلعتبری '۸۲ · نورافکن '۱۰۶ · ولسیانی ۱۲۰' · |     | کیانی '۶۸ ۴+۹۰' · زاهدی '۱۰۶ · کعبی '۶۵ '۱۱۰ · | ورزشگاه: نقش جهان داور: میثم حیدری |

| ۹ اردیبهشت ۱۴۰۰ ۱/۸ | خوشه طلایی                          | ۲-۰ | سپاهان                                     | ساوه                                           |
| ۲۰:۴۵               | پورشیخ '۵۲ غلامی '۸۶ خزایی فرد '۱۰۲ |     | پورقاز '۲۹ · محبی ۱۱۴' · شهباز زاده ۱۲۰' · | ورزشگاه: شهید چمران مرد مسابقه: سجاد شهباززاده |

| ۲۴ تیر ۱۴۰۰ ۱/۴                                                                  | فولاد                                       | ۱-۱ (وقت اضافه) (۴-۵ پنالتی)                                  | سپاهان                                       | اهواز                                                        |
| ۲۱:۳۰                                                                            | شیمبا '۷۴ · حردانی ۹۲' · انصاری '۱۰۳ '۱۰۶ · |                                                               | خلعتبری '۱۱ · حسینی '۷۰ · '۹۶ · باقری ۱۰۶' · | ورزشگاه: فولاد آرنا داور: بیژن حیدری مرد مسابقه: وحید حیدریه |
|                                                                                  | ضربات پنالتی                                |                                                               |                                              |                                                              |
| موسوی · کولیبالی · حیدریه · ابراهیمی · شیمبا · میری                              |                                             | ولسیانی · اسماعیلی فر · محبی · سلمانی · حاج صفی · علی محمدی · |                                              |                                                              |
| یادداشت: تیم سپاهان با باخت در ضربات پنالتی از صعود به مرحله نیمه نهایی بازماند. |                                             |                                                               |                                              |                                                              |